# Psonic Psunspot
Albums de The Dukes of Stratosphear
25 O'Clock
(1985)
Singles
1. You're a Good Man Albert Brown (Curse You Red Barrel)
Sortie : juillet 1987

Psonic Psunspot est le second et dernier album enregistré par le groupe XTC sous le pseudonyme « The Dukes of Stratosphear », sorti en août 1987.
Comme son prédécesseur 25 O'Clock, il s'agit un pastiche du rock psychédélique, et plus généralement de la musique des années 1960, proposant des clins d'œil aux Hollies, aux Kinks ou aux Beach Boys.

## Titres
Toutes les chansons sont de Sir John Johns, sauf mention contraire.

### Face 1
1. Vanishing Girl (The Red Curtain) – 2:45
2. Have You Seen Jackie? – 3:21
3. Little Lighthouse – 4:31
4. You're a Good Man Albert Brown (Curse You Red Barrel) – 3:39
5. Collideascope – 3:22

### Face 2
1. You're My Drug – 3:20
2. Shiny Cage (The Red Curtain) – 3:17
3. Brainiac's Daughter – 4:04
4. The Affiliated (The Red Curtain) – 2:31
5. Pale and Precious – 4:54

### Titres bonus
La réédition CD de Psonic Psunspot parue chez Ape House (le label d'Andy Partridge) en 2009 inclut six titres bonus :
1. No One at Home (démo de Vanishing Girl) (The Red Curtain) – 2:51
2. Little Lighthouse (démo) – 5:19
3. Collideascope (démo) – 3:05
4. Shiny Cage (démo) (The Red Curtain) – 3:13
5. Brainiacs Daughter (démo) – 1:49
6. The Affiliated (démo) (The Red Curtain) – 2:30

## Musiciens
- Sir John Johns (Andy Partridge) : guitare, chant
- The Red Curtain (Colin Moulding) : basse, chant
- Lord Cornelius Plum (Dave Gregory) : claviers
- E.I.E.I. Owen (Ian Gregory) : batterie